# Newportia longitarsis
Newportia longitarsis är en mångfotingart som först beskrevs av Newport 1845.  Newportia longitarsis ingår i släktet Newportia och familjen Scolopocryptopidae.
Artens utbredningsområde är:
- Colombia.
- Kuba.
- Haiti.
- Peru.
- Venezuela.
- Dominica.
- Grenada.

## Underarter
Arten delas in i följande underarter:
- N. l. longitarsis
- N. l. guadeloupensis
- N. l. stechowi
- N. l. sylvae
- N. l. tropicalis
- N. l. virginensis